# Passacaglia e tema fugato in do minore
La passacaglia e tema fugato in do minore BWV 582 è una composizione per organo di Johann Sebastian Bach.
Con ogni probabilità scritta durante i primi anni della carriera di Bach, la composizione è una delle più importanti e maggiormente conosciute, e ha influenzato lo stile delle passacaglie composte nei due secoli successivi. Robert Schumann descrisse le variazioni della passacaglia come «intrecciate così ingegnosamente da non finire mai di stupire».

## Storia
Il manoscritto autografo della BWV 582 è attualmente perduto: la composizione, infatti, è giunta fino al XXI secolo solo grazie a copie. Alcuni musicologi sostengono che lo spartito originale fosse scritto in intavolatura. La data di composizione è sconosciuta, ma gli studiosi la posizionano fra il 1706 e il 1713. Le evidenti somiglianze fra il lavoro bachiano e la passacaglia in re minore BuxWV 161 di Dietrich Buxtehude fanno supporre che Bach possa averla composta ad Arnstadt nel 1706, appena tornato dal suo viaggio compiuto a Lubecca.
La prima metà dell'ostinato, utilizzato anche come soggetto principale del tema fugato, deriva da una breve composizione di André Raison, il Christe: Trio en passacaille, tratto della Messe du deuziesme ton del Premier livre d'orgue, pubblicato nel 1688. È possibile che anche la seconda metà dell'ostinato derivi da una composizione di Raison, il Christe: Trio en chaconne, tratto dalla Messe du sixieme ton: pur non essendo nella stessa tonalità gli intervalli della linea melodica del basso ostinato sono identici alla composizione di Bach.
Alcuni musicologi, tuttavia, contestano la paternità di Raison circa l'ostinato. Il lavoro di Bach, infatti, presenta alcuni tratti tipici delle composizioni in ostinato della Germania dell'epoca, come le due ciaccone di Buxtehude (BuxWV 159 e 160) e la passacaglia BuxWV 161, e ci sono chiare influenze delle ciaccone di Johann Pachelbel all'interno delle variazioni bachiane.

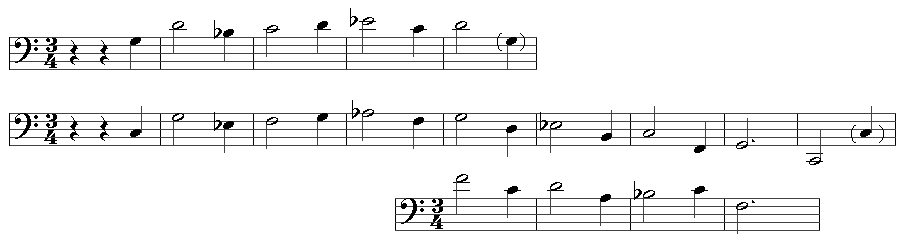
In alto, il Christe: Trio en passacaille di André Raison. Al centro, l'ostinato della BWV 582 di Bach. Sotto, il Christe: Trio en chaconne, sempre di Raison.

## Analisi

### Passacaglia
La passacaglia è in 3/4. L'ostinato, particolarmente lungo, comprende otto battute, e, all'inizio della composizione, viene presentato dalla sola pedaliera. La passacaglia comprende ventuno variazioni. Benché molti musicologi abbiano cercato un simbolismo, la sua interpretazione non è ancora univocamente chiara.
È stata rilevato, per esempio, l'equilibrio interno dell'opera e specialmente della successione delle variazioni che, a parere dell'organista e accademico Stefano Molardi, sarebbe sottesa a principi di equilibrio matematico e al rapporto aureo. Nello specifico, Molardi individua due gruppi di variazioni, le prime tredici e le ultime otto, il cui rapporto matematico è appunto 1,6. Procedendo nel dettaglio, Molardi rileva che il primo gruppo può essere ulteriormente suddiviso in tre sezioni, di sei, quattro e tre variazioni ciascuno; e il secondo in altrettante tre, di tre, due e tre variazioni ciascuno. Il rapporto tra le due sezioni "estreme", la prima e la sesta, e tra le due "mediane", la seconda e la quinta, sarebbe dunque di 2:1, mentre quello tra le due sezioni "centrali", la terza e la quarta, di 1:1. Il tutto con equilibrio matematico perfetto, come frequente nell'opera bachiana.
Marie-Claire Alain ben coerentemente sostiene invece che le variazioni siano suddivise in sette gruppi da tre variazioni, ciascuno con una citazione da melodie di corali luterani elaborate da Bach:
- Battute 8-12, il soprano richiama il tema di Nun komm' der Heiden Heiland BWV 599.
- Battute 24-48, la musica evoca Von Gott will ich nicht lassen BWV 658.
- Battute 49-72, le scale sono simili a Vom Himmel kam der Engel Schar BWV 607.
- Battute 72-96, viene richiamato il tema di Herr Christ, der Ein'ge Gottes-Sohn BWV 601.
- Battute 96-120, figure che richiamano Christ lag in Todesbanden BWV 625 accompagnano il tema nel soprano, per poi spostarsi nel basso.
- Battute 144-168, intervalli ascendenti nel basso ricordano il corale Erstanden ist der heil'ge Christ BWV 628.

### Tema fugato
La passacaglia è seguita, senza interruzione, da una doppia fuga. La prima metà dell'ostinato della passacaglia è utilizzata come primo tema della fuga, mentre una versione leggermente modificata della seconda metà viene usata come secondo tema. Un controsoggetto entra immediatamente dopo. Quando i tre soggetti appaiono simultaneamente, Bach li utilizza secondo il principio della permutazione.